# 자본국가
자본국가(資本國家, capitalist state)란 자본주의 사회경제체제에 따라 굴러가는 국가다. 일반적으로 "근대국가" 개념과 상호 혼용될 수 있다. 다만 자본국가들은 서로 공통점만큼 차이점도 상당히 많다.
자본국가의 기본 기능은 사업과 자본축적에 유리한 법적·사회기반적 환경을 제공하는 것이다. 자본주의 경제에서 국가의 필요성과 역할에 관한 다양한 규범이론들이 존재한다. 공공재를 제공하고 재산권을 수호하는 것으로 국가의 역할을 제한하는 자유방임주의가 있는가 하면, 자본축적을 위한 사회안정을 유지하기 위해 국가의 규제와 개입의 중요성을 강조하는 입장도 있다.
카를 마르크스는 자본국가를 경제적 기초에서 이해했다. 마르크스에 따르면 자본국가의 제1기능은 자본주의 경제의 필요를 충족시켜 주는 것이다. 그것을 위해 자본국가는 자본주의를 흥성케 하는 법적 제도적 장치들을 마련하며, 그것이 바로 자본주의 체제의 상부구조가 된다. 또한 자본국가는 자본주의의 영속을 담보하기 위해 다양한 계급들 간의 수요의 균형을 맞춘다. 대개 이것은 특정 자본가에게 특혜를 주거나 또는 자본가 계급 전체에게 특혜를 주는 식으로 표출된다. 그렇기에 마르크스가 보기에 자본국가의 행정부는 “부르주아 계급의 공동사무를 처리하는 위원회에 지나지 않는다(공산당 선언에 등장하는 표현).” 마르크스적 개념에서 자본국가가 자본가 계급의 이해에 복무하는 것은 결함이 아니라 필요조건이다. 자본가 계급의 이해에 복무하지 않는 국가는 애초에 자본국가가 아니다. 이런 맥락에서 마르크스주의 사상가들은 자본국가를 “부르주아 독재(Dictatorship of the bourgeoisie)”라고 한다. 그리고 그것을 탈피하여 권력을 노동계급에게 돌리는 것이 프롤레타리아 독재이다.
자본국가의 특징들은 국가가 특정 자본이나 기업에게 종속당하는 연고자본주의나 기업국가와 혼동될 수 있지만 그것과는 분명히 다르다.

## 같이 보기
- 큰 정부
- 자본 축적
- 자본주의
- 공산국가
- 경제간섭주의
- 자유민주주의
- 부권제
- 사회주의 국가